# اسمارت‌تینگز
شرکت اسمارت تینگز (به انگلیسی: SmartThings) یک شرکت فناوری آمریکایی است که ستاد آن در شهر مونت ویو، ایالت کالیفرنیا بوده که دارای یک مرکز توسعه نرم‌افزاری در شهر مینیاپلیس می‌باشد. این شرکت در حال ساخت یک سیستم عامل باز برای خانه‌های هوشمند و «اینترنت برای همه مشتریان» می‌باشد. شرکت اسمارت تینگز یک هاب (که بعضی اوقات درگاه یا کنترل‌کننده خانه نیز نامیده می‌شود)، برنامه ابری و اپلیکیشن‌های مشتری می‌سازد.
شرکت اسمارت تینگز در ماه اوت سال ۲۰۱۴ توسط شرکت سامسونگ الکترونیکس خریداری گردید.

## تاریخچه
شرکت اسمارت تینگز توسط الکس هاوکینسون، اندرو بروکس، جف هاگینز، بن ادوارد، جیمز استولپ، اسکات ولامینک جسی اونیل-اوین تأسیس گردید. این گروه اسمارت تینگز را در بهار سال ۲۰۱۲ تأسیس نموده و در ابتدا با جمع‌آوری ۱٫۲ میلیون دلار پروژه کیک استارتر Kickstarter را در ماه اوت سال ۲۰۱۲ آغاز نمود. مدیر اجرایی اینترنت مصرف‌کننده و مدیرعامل پیشین شرکت اتسی Etsy به نام ماریا توماس در اوایل سال ۲۰۱۳ به عنوان مدیر ارشد بخش مصرف‌کنندگان به مؤسسین شرکت پیوست. این شرکت تا امروز سرمایه خود را به ۱۵٫۵میلیون دلار افزایش داده که این رقم شامل ۱۲٫۵میلیون دلار سرمایه‌گذاری ماه نوامبر سال ۲۰۱۳ در زمینه محصولات سری A که توسط شرکت شرکای گرولاک و شرکای هایلند کاپیتال می‌شود.
ایده اسمارت تینگز توسط مؤسس و مدیر اجرایی شرکت، الکس هاوکینسون در زمستان سال ۲۰۱۱، زمانیکه خانه کوهستانی خانواده او در شهر کلورادو بعد از قطع شدن گسترده برق تخریب گردید و باعث شد لوله‌های خانه یخ زده و بترکد، پرورانده شد. هنگامیکه برق وصل شد، در اثر جاری شدن آب در میان خانه خالی از سکنه، به‌طور تقریبی ۸۰٫۰۰۰ دلار خسارت وارد گردید. هاوکینسون متوجه گردید که اگر قبل از وقوع حادثه در خانه، مطلع شده بود، می‌توانست جلوی خسارات وارده را بگیرد. بعد از عدم موفقیت در یافتن یک راه حل مناسب برای رفع مشکل یادشده، وی و دیگر مؤسسین شروع به ساخت نمونه اولیه کاربردی اسمارت تینگز نمودند.

### سال ۲۰۱۲
اسمارت تینگز در ماه سپتامبر سال ۲۰۱۲ از طریق سلسله فعالیت‌های کیک‌استارتر مبلغ ۱٫۲ میلیون دلار عایدی داشت. این شرکت در رقابت استارتاپ اسپارک آف جینس "Spark of Genius" اجلاس شبکه شهر دوبلین در اکتبر سال ۲۰۱۲ برنده یک جایزه ۱۰۰٫۰۰۰ یورویی شد. شرکت اسمارت تینگز سپس در ماه دسامبر سال ۲۰۱۲ نیز ۳ میلیون دلار تأمین منابع کرد.

### سال ۲۰۱۳
اسمارت تینگز در ماه اوت سال ۲۰۱۳ شروع به فروش تجاری محصولات خود در سایت شبکه‌اش نموده و در ماه سپتامبر همان سال در سایت آمازون
اقدام به فروش کرد. این شرکت در ماه نوامبر سال ۲۰۱۳، در دوره تأمین منابع محصولات سری A که توسط شرکای گری‌لاک و شرکای هایلند کاپیتال هدایت می‌گردید، مبلغ ۱۲٫۵ میلیون جمع‌آوری نمود.
اسمارت تینگز در سال ۲۰۱۳ اپios آی او اس تلفن همراه خود را همراه با یک واسط کاربر جدید برای قابلیت.افزوده کاربری به روز رسانی نمود. بعضی از ویژگی‌های این بروز رسانی، ایجاد سیستم عامل اصلی نرم‌افزار اندروید که در آن موارد کاربرد اولیه را از جمله «درب‌ها و قفل‌ها»، «چراغ‌ها و کلیدها» و «خطرات و خسارات» برجسته است، شامل می‌شود. این بروزرسانی همچنین یک رویکرد ساده قانون ساز را معرفی نمود که طی آن کاربران می‌توانستند اسمارت تینگز را برحسب نیازهای خاص خود سفارشی سازی نمایند. یک مقاله نشریه پاندو دیلی در خصوص بروزرسانی یادشده یادآوری نمود که نصب این نرم‌افزار اندروید پس از ارائه آن به بازار از ۳۰٫۰۰۰ به ۱۳۰٫۰۰۰ مورد نصب افزایش یافت.

### سال ۲۰۱۴
اسمارت تینگز در ماه می سال ۲۰۱۴ یکی دیگر از نسخه‌های بروزرسانی نرم‌افزار اندروید تلفن همراه و ابزار توسعه دهنده خود را ارائه نمود. این نرم‌افزار اندروید بروزرسانی شده تلفن همراه که به منظور ساده کردن فرایند
افزودن و مدیریت کردن وسایل جدید طراحی شده، دارای طیف گسترده‌ای از فعالیت‌ها و هشدارها می‌باشد که می‌توانند کنترل خودکار بیش از یکصد وسیله را پوشش دهند. این شرکت به منظور تقویت قابلیت‌های سیستم عامل خود همچنین فرایندهای استانداردسازی را ایجاد نموده‌است. این فرایندها برای توسعه دهندگان نرم‌افزار ایجاد گردیدند تا هنگام نوشتن و طراحی اپلیکیشن‌های خود جهت خودکار سازی خانه‌ها یا اتصال وسایل هوشمند به یکدیگر و سرانجام توانمندسازی مشتریان از آنها کمک بگیرند. این جعبه ابزار بروزرسانی شده در مقایسه با فرایند بازنگری App Store اپ استور شامل یک برنامه گواهینامه دار، رسمی و تأیید شده می‌باشد.
اسمارت تینگز و شرکت دایرکت انرژی که یک شرکت انرژی رسان کانادایی-آمریکایی می‌باشد، در ماه اوت سال ۲۰۱۴ شراکت خود را به منظور افزایش تعداد خانه‌های هوشمند کانادایی- آمریکایی اعلام نمودند. این فناوری هوشمند مدیریت انرژی پایه، خودکارسازی و امنیت خانه را ارائه می‌داد. طرح دو شرکت دایرکت انرژی و اسمارت تینگز با یک برنامه کنترل انرژی و یک کیت آغازکننده رایگان از سوی اسمارت تینگز که شامل هاب و سنسورها می‌شد، همراه بود.

#### نمایش خانه متصل
شرکت اسمارت تینگز در ماه ژانویه سال ۲۰۱۴ در نمایشگاه بین‌المللی CES سی ای اس یک خانه را در حوالی مرکز شهر لاس وگاس اجاره نمود، تا چگونگی یکپارچه سازی وسایل را خدمات این شرکت نمایش دهد. این نمایش همچنین آزمایشگاه‌های اسمارت تینگز را که به کاربران اجازه می‌دهد تا به یکپارچه سازی وسایل دسترسی بیابند، ارائه نمود. خانه متصل محصولاتی را از شرکایی مانندسونوس و فلیپس هیو و بلکین ومو(Philips Hue, Belkin WeMo و Sonos) به نمایش گذارد. در یکی از نمایش‌ها یک سیستم(Jawbone UP24) جا بن یو پی ۲۴اقدامات بیدارباش صبحگاهی را آغاز کرده که طی آن چراغ‌های آشپزخانه را روشن نموده، قهوه‌ساز را بکار انداخته و سیستم(Sonos Play1) سونوس پلی ۱ را بر اساس اخبار NPR ان پی ار تنظیم می‌نماید. a.

#### تملک ۲۰۰ میلیون دلاری توسط سامسونگ
اسمارت تینگز در ماه اوت سال ۲۰۱۴ اعلام نمود که بر اساس یک توافقنامه به تملک شرکت سامسونگ الکترونیکس درآمده و به عنوان یک شرکت مستقل در قالب مرکز نوآوری‌های سامسونگ فعالیت خواهد نمود. این مالکیت توسط شرکت سامسونگ به عنوان حرکتی برای ورود این شرکت به دنیای اینترنتی منظور گردید.

### سال ۲۰۱۵
شرکت یادشده در ماه سپتامبر سال ۲۰۱۵ نسل بعدی اسمارت تینگز هاب سامسونگ که بعبارتی خط جدید محصولات و تجربه جدید نرم‌افزار اندروید اسمارت تینگز بشمار می‌رفت، اعلام نمود. هاب جدید جریان تصویری را توانمند ساخت که دارای یک پشتوانه باتری بود که تا ساعت‌ها توان خود را حفظ می‌نمود و می‌توانست وظایف خاصی را به منظور اصلاح فرایند اجرایی انجام داده و بدون اتصال به اینترنت به فعالیت خود ادامه دهد. کلکسیون جدید سنسورهای اسمارت تینگز سامسونگ با طراحی جدید کوچکتر و به روز تر شد. نرم‌افزار اندروید تلفن همراه اسمارت تینگز برای ناوبری آسان‌تر و با تجربه کاری بهتر بازطراحی گردیده‌است.

## محصولات و خدمات
محصولات مقدماتی اسمارت تینگز شامل یک نرم‌افزار اندروید رایگان این شرکت
، یک هاب اسمارت تینگز و همچنین سنسورها و وسایل هوشمند متعدد می‌باشد.
اپلیکیشن تلفن همراه داخلی اسمارت تینگز به کاربران اجازه می‌دهد تا محیط خانه خود را از این طریق کنترل و نظارت نمایند. این اپلیکیشن به گونه‌ای طراحی شده‌است تا متناسب با نیازهای هر کاربر باشد. حوزه تنظیم هوشمند این نرم‌افزار اندروید از طریق سیستم عامل نرم‌افزار اندروید در دسترس بوده و فرایند اضافه کردن وسایل جدید را تسهیل می‌نماید. مشتریان می‌توانند با استفاده از این نرم‌افزار اندروید چندین وسیله را توأمان یا اینکه بر اساس مسیر تعریف شده برای اینکه هر وسیله در یک زمان عمل کند را متصل نماید.
هاب به‌طور مستقیم به روتر اینترنت خانه متصل گردیده و منطبق با پروتکلهای ارتباطی از قبیل(ZigBee, Z-Wave)زیگ بی و زد ویو و وسایل دارای آی پی می‌باشند. این هاب سنسورها و وسایل را به یکدیگر و ذخیره ابر متصل نموده و به آنها این امکان را می‌دهد تا با نرم‌افزار اندروید داخلی اسمارت تینگز ارتباط برقرار نماید.
بعضی از وسایل منطبق با اسمارت تینگز شامل اقلام ذیل می‌باشد:
- سنسورهای حرکت، حضور و رطوبت
- قفل‌ها
- پریزهای برق
- بازکننده‌های در پارکینگ
- بلندگوها
- ترموستاتها

یکی از نمونه‌های بسته نرم‌افزاری آغاز کننده اسمارت تینگز شامل «یک سنسور حرکت، سنسور رطوبت، پریز هوشمند، دو قطعه فوب همراه سنسورهای حضور و دو قطعه سنسور چندکاره که می‌توانند حرکت، لرزش، جهت و دما را تشخیص دهند."

## فروشگاه آنلاین
اسمارت تینگز در ماه اوت سال ۲۰۱۳ یک فروشگاه آنلاین به نام فروشگاه اسمارت تینگز که برگزیده‌های برجسته وسایل خودکارسازی خانگی را به نمایش می‌گذارد، افتتاح نمود. محصولات فهرست شده در فروشگاه شامل آنهایی می‌شوند که توسط اسمارت تینگز ساخته شده به علاوه محصولات شخص ثالث از شرکت‌های ای اون و شیج و جی ای و کیک ست (Schage, GE, Kwikset, و Aeon) یعنی تمام آنهایی که منطبق بر سیستم عامل اسمارت تینگز می‌باشند، می‌شوند. محصولات در قالب طبقه‌بندی از جمله کیت‌های شروع کننده، دستگاه‌های رفع مشکل عادی و اقلام فردی مرتب می‌گردند.

## آزمایشگاه‌های اسمارت تینگز
آزمایشگاه‌های اسمارت تینگز در ماه ژانویه سال ۲۰۱۴ به عنوان حوزه‌ای در نرم‌افزار اندروید بومی که اجازه می‌دهد کاربران به یک سری پروژه‌ها که در حال ساخته شدن توسط تیم داخلی این شرکت یا یک جامعه توسعه دهنده، معرفی شدند. این پروژه‌ها هنوز در حال کار و تولید بوده و جهت ارائه دسترسی سریع مشتریان به یکپارچه سازی محصولات آینده منظور می‌گردند. برای مثال مشتری ار اسمارت تینگز می‌توانند به به منظور کنترل ترموستات‌های اکوبی خود، کلیدهای بلکین ومو و جینس و کوییرکی پی وت پاور و سونوس (Belkin WeMo , Genius, Quirky Pivot Power ,Sonos)، لامپ‌های رنگی فیلیپس و لامپ‌های سبک(TCP)تی سی پی به‌طور مستقیم از نرم‌افزار اندروید اسمارت تینگز و همچنین شروع این محصولات جهت تنظیم به هنگام فعالیت‌های مختلف رخ می‌دهد.

## نرم‌افزار اندرویدهای کوچک IFTTT
اسمارت تینگز با IFTTT که به کاربران این امکان را می‌دهد تا رویدادهایی را به محض وقوع حوادث خاص در اپلیکیشن‌های شبکه متفاوت آغاز نمایند. برای مثال عملکرد یک نرم‌افزار اندروید کوچکIFTTT بدین گونه است که در صورتیکه من خانه‌ام را ترک نمایم، از طریق اسمارت تینگز در خانه‌ام را قفل نماید.

## ابزار توسعه دهنده
محیط توسعه یکپارچه مبتنی بر شبکه (IDE)اسمارت تینگز منابعی را برای توسعه دهندگان ارائه می‌دهد تا قوانین جدید را در قالب نرم‌افزار اندروید بومی اسمارت تینگز ایجاد نمایند. یک مثال خلاق از توسعه دهنده شخص ثالث در تعامل با اسمارت تینگز شامل یکپارچه سازی توانایی‌های حرکت جهشی در قالب سیستم عامل این شرکت میشودکه دستورات صادره را قادر می‌سازد تا از طریق حرکات زمینی شناسایی نماید.
بسیاری از این راه حل‌های شخص ثالث برای تمامی مشتریان اسمارت تینگز از طریق آزمایشگاه‌های این شرکت یا بخش‌های اسمارت نرم‌افزار اندروید قابل دسترسی می‌باشند.